# Château-sur-Cher

Château-sur-Cher este o comună în departamentul Puy-de-Dôme, Franța. În 2009 avea o populație de 93 de locuitori.